# Leptalina
Leptalina là một chi bướm ngày thuộc họ Bướm nâu.